# 孔霊符
孔 霊符（こう れいふ、生年不詳 - 465年）は、南朝宋の官僚。会稽郡山陰県の人。本貫は魯郡曲阜県。孔子の二十七世の孫とされる。

## 経歴
孔靖の子として生まれた。南朝宋の文帝の元嘉末年、南譙王劉義宣の下で司空長史・南郡太守をつとめ、尚書吏部郎に任じられた。孝武帝の大明初年、侍中から輔国将軍・郢州刺史となり、入朝して丹陽尹となった。山陰県の人口が多く、土地が手狭であったため、霊符は資力のない家を余姚県・鄞県・鄮県の境界に移して、湖を埋め立てた田畑を開墾させる計画を上奏した。朝議では反対意見が多かったが、孝武帝の支持を得て、霊符の計画は実行に移され、良い成績を出した。
会稽郡太守となり、まもなく豫章王劉子尚の下で撫軍長史の任を加えられた。霊符の家はもともと豊かで、産業を手広く営んでいた。永興に別荘を建てたが、周囲の33里、ふたつの山を含む水陸の地265頃が霊符の家の所有であった。また果樹園9カ所を保有していた。御史の糾弾を受け、霊符が応答したことが真実でなかったため、罪に問われて免官された。後に旧官に復帰し、会稽郡太守のまま尋陽王劉子房の下で右軍長史をつとめた。景和元年（465年）、前廃帝の近臣と対立し、讒言を受けて、鞭打ちされて殺された。明帝が即位すると、金紫光禄大夫の位を追贈された。

## 子女
- 孔湛之
- 孔淵之

## 伝記資料
- 『宋書』巻54 列伝第14
- 『南史』巻27 列伝第17